# Education City Stadium
Education City Stadium är en idrottsarena i Qatars huvudstad Doha. Stadion byggdes till världsmästerskapet i fotboll 2022 och hade en kapacitet på 44 667 åskådare. Stadion ligger inom flera universitetscampus i Qatar Foundations Education City. Efter fotbolls-VM kommer stadion att behålla 25 000 platser för användning av universitetsidrottslag. Den 3 september 2020 var arenan värd för sin första officiella match, som spelades i Qatar Stars League säsong 2020–2021.
Stadion ligger cirka 7 km nordväst om Doha.

## Stadions namn och byggnation
Stadion ligger i utkanten av huvudstaden Doha och har en kapacitet på 40 000 sittplatser. Den har fått smeknamnet "Diamond in the Desert". Med 20 procent av dess byggmaterial identifierade som gröna, är stadion bland världens mest miljömässigt hållbara arenor. I maj 2019 fick Education City Stadium ett femstjärnigt GSAS-betyg (Global Sustainability Assessment System).
Byggentreprenören är JPAC JV, som utsåg Pattern Design till den ledande designarkitekten, och Buro Happold för den tekniska designen.
Den 15 mars 2022 träffade FIFA-president Gianni Infantino Qatars arbetsminister Ali bin Samikh Al Marri i Doha och diskuterade de arbetsreformer som äger rum i landet. Den 16 mars 2022 sade Infantino i en intervju, "Jag är glad över att se det starka engagemanget från de qatariska myndigheterna för att säkerställa att reformerna genomförs fullt ut på arbetsmarknaden, vilket lämnar ett bestående arv från fotbolls-VM långt efter evenemang och gynnar migrerande arbetstagare i värdlandet på lång sikt.”
Den 1 november 2022 erkände Internationella arbetsorganisationen (ILO) att Qatar har "vidtagit omfattande arbetsreformer för att förbättra villkoren för de hundratusentals migrantarbetare" som har "givit fördelar för arbetare, arbetsgivare och ekonomin mer allmänt.” Detta bygger på deras rapport från 2021 som specificerade de positiva effekterna av Qatars nya arbetslagstiftning och implementeringsmekanismer. Den 23 november 2022 utarbetade Foreign Policy (ett amerikanskt mediehus) en rapport om det senaste erkännandet av de arbetsreformer som Qatar initierade, eftersom nationen redan har granskats för sin behandling av migrantarbetare tidigare. Reformerna inkluderar införandet av en icke-diskriminerande minimilön, avlägsnandet av hinder för att byta jobb och införandet av en kompensationsfond för arbetare 2018 som har betalat ut 350 miljoner dollar.
Education City Stadium var en av åtta arenor som byggdes, renoverades eller rekonstruerades för 2022 FIFA World Cup Qatar. Byggnationen av stadion slutfördes i juni 2020, vilket gör den till den tredje VM-stadion som stod färdig. Stadion öppnade officiellt den 15 juni 2020.

## Historik
Den 30 september 2019 tillkännagav FIFA Education City Stadium som värd för tredjeplatsmatchen och finalen i 2019 FIFA Club World Cup, vid turneringen som hålls i Qatar. Stadion skulle också ha varit värd för Liverpools första match i semifinalen, men den 7 december 2019 sköts den officiella invigningen av Education City Stadium upp till början av 2020. Således flyttades, Liverpools premiär, finalen, och tredjeplatsmatchen alla till Khalifa International Stadium i Doha.
FIFA Club World Cup år 2020 hölls återigen i Qatar. Education City Stadium var en av spelplatserna. En match i andra omgången, en semifinalmatch, tredjeplatsmatchen och finalen mellan Bayern München och Tigres UANL ägde rum på stadion. År 2020 var Education City Stadium värd för East and West Zone-matcherna i 2020 AFC Champions League.
Stadion var värd för fem matcher i 2021 FIFA Arab Cup.